# 酒井邦弥
酒井 邦弥（さかい くにや、1944年（昭和19年）5月 - ）は、日本の実業家、神田外語大学特別顧問。みずほホールディングス取締役副社長や神田外語大学学長などを歴任した。
中国北京生まれ。1968年3月、東京外国語大学外国語学部ドイツ語学科を卒業。同年4月、第一銀行（現・みずほ銀行）に入行。その後、第一勧業銀行取締役人事企画部長などを歴任し、1999年第一勧業銀行専務取締役に就任。2000年、みずほホールディングス取締役副社長。
2007年、国立大学法人東京外国語大学理事。2010年4月、神田外語大学第5代学長（2010～2018年）。2018年4月、神田外語大学特別顧問。